# Ошеверов, Григорий Максимович
Григорий Максимович Ошеверов — советский хозяйственный деятель и журналист.

## Биография
Родился в 1917 году в селе Нивное. Член КПСС.
В 1931—1933 гг. — колхозник в Западной области РСФСР.
В 1933—1945 гг. — ученик токаря, токарь, начальник смены, начальник цеха Московского станкостроительного завода имени Орджоникидзе, первый секретарь Ленинского райкома ВЛКСМ города Москвы.
В 1945—1959 гг. — руководящий работник газеты «Комсомольская правда».
В 1959—1969 гг. — член редколлегии, заместитель главного редактора газеты «Известия».
В 1969—1972 гг. — заместитель генерального директора Телеграфного агентства Советского Союза.
Умер в 1972 году в Москве во время хирургической операции.

## Оценки
Мастером правки здесь считался Григорий Максимович Ошеверов, заведующий отделом [комсомольской жизни газеты «Комсомольская правда»]. До сих пор я храню и считаю для себя эталоном оригинал статьи о внештатных инструкторах райкома комсомола, которую подготовил собкор по Ставропольскому краю. Григорий Максимович не убрал из статьи ни одного факта, ни одной мысли, но сделал материал динамичнее и в два раза короче. Эта статья после опубликования была отмечена как лучшая в номере.

Труднее свыкнуться с иным: внезапно после операции аппендицита в «кремлевке» скончался в расцвете лет твой старый друг заместитель генерального директора ТАСС Григорий Максимович Ошеверов. Умный, внимательный по отношению к людям человек, талантливый журналист, с которым опубликовано в «Известиях» немало совместных статей о Японии. Глупая смерть. Кремлевские врачи не сделали самого обычного после операции — укола, разжижающего кровь. В результате оторвавшийся тромб.

## Награды
- Орден Трудового Красного Знамени (трижды)
- Орден Знак Почёта (трижды, в том числе 31.03.1945)